# HD63312
HD63312 — хімічно пекулярна зоря спектрального класу A2, що має видиму зоряну величину в смузі V приблизно  7,1.
Вона  розташована на відстані близько 301,4 світлових років від Сонця.